# Álvaro Escobar
Pour les articles homonymes, voir Escobar.
Álvaro Escobar Rufatt, né à Washington le 16 décembre 1966 , est un acteur américain naturalisé chilien.

## Télévision

### Télénovelas
- 1996 : Loca piel (TVN) : Martín Page
- 1999 : Aquelarre (TVN) : Diego Guerra
- 2000 : Sabor a ti (Canal 13) : Tomás Sarmiento
- 2011 : Témpano (TVN) : Marcos Fuentealba
- 2011 : Esperanza (TVN) : Juan Pablo Marticorena

### Programmes
- 2003 : Operación Triunfo (Mega) : Animateur
- 2011 : El experimento (TVN) : Jury
- 2013- : Más vale tarde (+VT) (Mega) : Animateur
- 2014 : +VT Cultural (Mega) : Animateur